# Come ye Blessed
Come ye blessed is het volkslied van de inwoners van de Pitcairneilanden (semi-onafhankelijk gebied dat onder bestuur staat van het Verenigd Koninkrijk) en van Norfolk. De tekst komt uit Matteüs 25:34-36 en 25:40.

## Tekst in hetPitcairnees
Then shall the King

Say unto them

On his right hand:

Come ye blessed of my Father

Inherit the kingdom prepared for you

From the foundation of the world

I was hunger’d and ye gave me meat,

I was thirsty and ye gave me drink

I was a stranger and ye took me in,

Naked and ye clothed me,

I was sick and ye visited me,

I was in prison and ye came unto me

In as much ye have done it unto one of the least of

These my brethren

Ye have done it unto me,

Ye have done it unto me.

## Tekst in het Nederlands
Dan zal de Koning

Zeggen tegen hen

Aan zijn rechterhand:

Kom jullie gezegenden van mijn Vader

Beërf het koninkrijk dat bestemd is jullie

Vanaf de grondlegging der wereld

Ik had honger en jullie gaven me vlees,

Ik had dorst en jullie gaven me te drinken

Ik was een vreemdeling en jullie namen me op,

Naakt en jullie kleedden mij,

Ik was ziek en jullie bezochten mij,

Ik zat in de gevangenis en jullie kwamen bij mij

In zoverre jullie dit hebben gedaan aan een van de minste van

Deze mijn broeders

Hebben jullie het aan mij gedaan,

Hebben jullie het aan mij gedaan.